# Чандарлы Халил-паша
Чандарлы́ Хали́л-паша́, также известен как Чандарлы́ Хали́л-паша́ Мла́дший (тур. Çandarlı Halil Paşa, ? — июль или август 1453) — великий визирь Османской империи (1439—1453) при Мураде II и Мехмеде II. Представитель семьи Чандарлы, сын великого визиря Чандарлы Ибрагима-паши и отец великого визиря Чандарлы Ибрагима-паши.
Назначен на пост великого визиря в 1439 году после смещения Низамюддина-паши. Когда Мурад отрёкся от трона в 1444 году в пользу юного Мехмеда Халил-паша уговаривал Мурада вернуться на трон. Благодаря Халилу-паше Мурад вернулся, выступил против крестоносцев и 14 ноября выиграл битву при Варне. В 1445 году Мурад снова оставил трон Мехмеду. В 1446 году во время восстания янычаров Халил-паша снова организовал возвращение Мурада, который остался на троне до своей смерти в 1451 году.
После смерти Мурада Халил-паша обеспечил незамедлительный переход власти к Мехмеду. Был против осады Константинополя при Мураде и Мехмеде. Халила-пашу подозревали в том, что он берёт взятки от византийцев. После захвата Мехмедом Константинополя в 1453 году Халил был снят с должности и казнён.
Халил-паша пользовался неограниченным доверием Мурада II, но Мехмед, смещённый дважды из-за Халила-паши, желал ему отомстить. По словам турецкого историка Й. Озтуны, казнь Халила-паши завершила борьбу партии турецких аристократов и партии девширме, в которой последние вышли победителями.

## Биография

### Ранние годы
Халил был старшим сыном великого визиря Османской империи Чандарлы Ибрагима-паши. Ибрагим был женат на Исфахан Шах-хатун, родившей ему 4 детей, но матерью Халила была другая женщина, о происхождении и статусе которой источники не сообщают. Образование Халил получил в медресе, но неизвестно, в каком, как неизвестны и имена его учителей. Также нет данных, где он начал службу. Известно, что в мае 1426 года Халил выступил как свидетель, заверив вакуфный документ Мехмеда-бея, внука дочери Мурада I Юзер-хатун, и в это время он был кадиаскером. Позднее он вышел из сословия илмие, и после смерти Ибрагима-паши в 1429 году Мурад II назначил Халила-пашу на должность визиря, а в 1439 году после смещения великого визиря Низамюддина-паши — на должность великого визиря.

### Первые годы в должности великого визиря
Халил-паша, как и его отец Ибрагим-паша, пользовался полным доверием Мурада, что вызывало зависть соперников.
К этому времени Византийская империя сузилась настолько, что была совершенно беспомощна. После смерти императора для воцарения его преемника требовалось согласие османского султана. Император был вынужден обращаться к султану даже для разрешения поехать в Европу. В 1438 году император Иоанн VIII Палеолог направил посланника по имени Иагарис к Мураду II для получения такого разрешения, но султан отказал. После этого в Константинополе было много споров о том, должен ли император ехать в Европу. Основной целью этого путешествия было объединение православной и латинской церквей. В итоге император отправился в поездку. Игнорирование императором мнения султана вызвало негативную реакцию в османском правительстве. Султан созвал диван и спросил мнения своих визирей. Все, кроме Халила-паши, поддержали осаду Константинополя, но Халил-паша высказал мнение, что осада не нужна и даже принесёт вред. Его аргументом было то, что осада подтолкнёт европейцев провести объединение церквей и послать на помощь Константинополю армию. Халил-паша проводил мягкую политику по отношению к Византии, чтобы не провоцировать. Услышав, что на диване обсуждалась осада Константинополя, брат императора, морейский деспот Константин, немедленно отправился в Европу к императору с новостями. В самом городе началась паника, однако вскоре пришло сообщение, что осады не будет.
Халил-паша не напрасно опасался. 3 ноября 1443 года объединённая армия крестоносцев под командованием Яноша Хуньяди одержала победу над османской армией в битве при Нише, 24 декабря — около Яловаца между Софией и Филиппополем, а в начале января 1444 года — в битве при Куновице. При Куновице в плен попал Чандарлы Махмуд-бей, брат Халила-паши, женатый на сестре Мурада. Мурад, вынужденный сражаться и с крестоносцами в Румелии, и с Ибрагимом Караманидом в Анатолии, 12 июля 1444 года подписал с королём Польши и Венгрии Владиславом Сегедский мирный договор, по которому обе стороны в течение 10 лет обещали не переходить Дунай. В июле 1444 года Махмут-бей был освобождён за выкуп в 70 тысяч дукатов.

### Отречение Мурада
Сила и влияние визиря Халила-паши проявились в событиях 1444 года. После подписания Сегедского мирного договора Мурад отрёкся от трона и удалился в Бурсу. Халил-паша пытался отговорить его от этой идеи, однако Мурад настаивал на своём решении. Сын Мурада Мехмед, которому в то время было тринадцать (12) лет, был доставлен в Эдирне и объявлен султаном. Халила-пашу Мурад оставил великим визирем при сыне. Мехмед II, ставший правителем в подростковом возрасте, под влиянием своего лалы Заганоса Мехмеда-паши собрался начать военные действия против Караманидов, Джандаридов и сербского деспота Бранковича. Халил-паша сообщил об этом Мураду II, находившемуся в Бурсе, в результате те, кто поощрял Мехмеда II, были наказаны.
Воспользовавшись отречением Мурада, кардинал Джулиано Чезарини уговорил короля Владислава нарушить Сегедский мирный договор и отправиться в новый поход на османов. В связи с этой опасностью визири уговорили Мехмеда пригласить султана Мурада в качестве главнокомандующего армией. Мехмед принял это решение неохотно. Мурад и сам не хотел приезжать. К нему поехал субаши (предводитель сипахиев) Бурсы, который описал всю опасность ситуации, и тогда Мурад согласился возглавить армию. Однако переправить армию из Малой Азии было непросто. Дарданеллы охранял христианский флот. Чтобы перебраться в Румелию, Мурад отправился с армией к Анадолухисару. Он договорился с генуэзцами, которые за плату в один дукат за солдата перевезли армию Анатолии через пролив. Халил-паша привёл войска Румелии к европейскому берегу Босфора, чтобы обеспечить безопасность переправы, и Мурад с армией беспрепятственно переправился и добрался до Эдирне. Византийскому императору он отправил письмо с требованием выполнить обязательства и поддержать в походе. Император Иоанн не хотел вступать в союз с Мурадом, он надеялся на победу венгров и принял их сторону, хотя Халил-паша советовал императору не ссориться с султаном. Мурад оставил Мехмеда в Эдирне с Халилом-пашой, выступил против крестоносцев и 14 ноября 1444 года выиграл битву при Варне, после чего вернулся в Эдирне. В феврале 1445 года Халил-паша убедил Мурада, что влияние Заганос-паши на Мехмеда вредно. Поэтому Заганос был лишён титула лалы и выслан в Балыкесыр, а Мехмед был низложен и отправлен в санджак Манисы. Мурад стал султаном во второй раз.

### Второе отречение Мурада
В ноябре или декабре 1445 года Мурад II опять отрёкся, оставил правление Мехмеду и удалился в Манису. Мехмед под влиянием советчиков велел чеканить акче с уменьшенным содержанием серебра, что вызвало обесценивание монеты, которая теперь содержала не 5,75 карата серебра, а 5,25. Это было первое обесценивание османского акче (К. Финкель писала о потере более, чем 10 % стоимости). В марте 1446 года в Эдирне произошёл большой пожар, за которым последовало первое в Османской империи восстание недовольных обесцениванием акче янычар (инцидент Бучуктепе). Они ворвались в особняки некоторых государственных деятелей и разграбили дом визиря Мехмеда бейлербея Румелии Шехабеддина-паши, который поспешно укрылся во дворце Мехмеда. Восстание удалось усмирить, лишь повысив оплату янычарам. Турецкий историк А. Оджак утверждает, что есть веские доказательства того, что инцидент в Бучуктепе был организован Халилом-пашой чтобы свергнуть Мехмеда II с престола, поскольку мишенью был Шехабеддин-паша, главный соперник Халила.
Великий визирь Халил-паша, визири Исхак-паша и Огюзоглу Иса-бей тайно встретились и решили снова обратиться к Мураду. Они отправили к нему в Манису Саруджу-пашу. На этот раз Мурад не колебался. В декабре он отправился в Эдирне, где был с радостью встречен янычарами. Халил-паша пригласил Мехмеда на охоту, которая продлилась несколько дней. В это время Мурад явился в диван и наказал мятежников. Вернувшись с охоты, Мехмед увидел, что трон, который он считал своим, опять занял его отец. Мехмед снова был отправлен в Манису, а Мурад стал правителем в третий раз. Заганос-паша опять был смещён с должности лалы Мехмеда, его сменил Саруджа-паша. С этого времени и до смерти Мурада Халил-паша занимал пост великого визиря. В 1448 году во время Второй битвы на Косовом поле, где армия Мурада сражалась с армией Яноша Хуньяди, Халилу-паше удалось уговорить союзника Хуньяди, правителя Валахии Влада Цепеша, покинуть христианское войско. Отступление валашских войск на второй день битвы привело к победе Мурада.

### Воцарение Мехмеда
Мурад II скончался в 1451 году. У него было два сына, санджакбей Манисы Мехмед и грудной младенец Ахмед. Халил-паша обеспечил интронизацию Мехмеда, тайно сообщив ему о смерти Мурада. Мехмед быстро прибыл в Эдирне, прошёл церемонию джюлюс и приказал задушить Ахмеда. Халил-паша при возведении на трон Мехмеда держался в стороне, не заняв положенное великому визирю место, памятуя о разногласиях с Мехмедом. Но султан, казалось, не собирался ему мстить, он пригласил Халила-пашу и оставил его в должности великого визиря.
Дука описывал это так: «Все сатрапы и визири его отца, в том числе Халил-паша и Исхак-паша, стояли по разные стороны и поодаль. Рядом с ним по обычаю стояли его собственные визири, евнух Шахин и Ибрагим. Мехмед повернулся к своему визирю Шахину и спросил: „Почему визири моего отца стоят поодаль? Призовите их и скажите Халилу, чтобы он встал на его место“». Дука жил на генуэзском Хиосе и получал информацию от генуэзских агентов и купцов в османском лагере; по словам Рансимена, записки Дуки «просто бесценны» в отношении событий правления Мехмеда.
Главный противник Халила-паши, Заганос-паша, был призван к Мехмеду, и ему был возвращён пост визиря. Он пользовался исключительным расположением султана. Хотя великим визирем был Халил-паша, влияние было у Заганоса, который интриговал против Халила-паши. Халкокондил писал, что Халил-паша хотел держаться подальше от своих противников и просил султана отправить его в хадж, но Мехмед не отпустил его и успокоил, посоветовав не обращать внимания. Мехмед подарил ему деревню в санджаке Пловдива.
Ибрагим-бей Карамонглу нарушил договор, который он заключил с Мурадом в 1444 году, и перешёл границу Гермияна. Мехмед сначала отправил в Анатолию Исхака-пашу для усмирения Ибрагима и других беев, а затем сам отправился в Анатолию. В это время Константин XI попытался неудачно оказать на него давление. Он отправил посольство к Мехмеду, напомнив, что ему не выплатили сумму для содержания Орхана, сына Сулеймана-челеби. Послы пригрозили, что, если выплаты не будут увеличены вдвое, принца отпустят, и он сможет выдвинуть свои претензии на османский престол. Аналогичный манёвр с использованием претендента на трон когда-то успешно использовал отец Константина, Мануил II (1391—1425). Однако когда послы Константина передали это послание визирю Мехмеда Халилу-паше, которого считали традиционно дружественным византийцам, то он вышел из себя и кричал на посланников после приёма посольства в Бурсе. Дука передал слова Халила:

О, глупые греки, довольно я претерпел от вас, ходящих окольными путями. <…> Глупцы, вы думаете, что можете напугать нас вашими выдумками — и это тогда, когда чернила на нашем последнем договоре ещё не высохли! Мы не дети, глупые и слабые. Если вы хотите что-либо предпринять — пожалуйста.<…> Вы добьётесь только одного: лишитесь и того немногого, чем владеете поныне.
Сам же Мехмед спокойно отреагировал на угрозы византийцев и сказал послам, что рассмотрит просьбу императора по возвращении в свою столицу Эдирне.

### Осада Константинополя

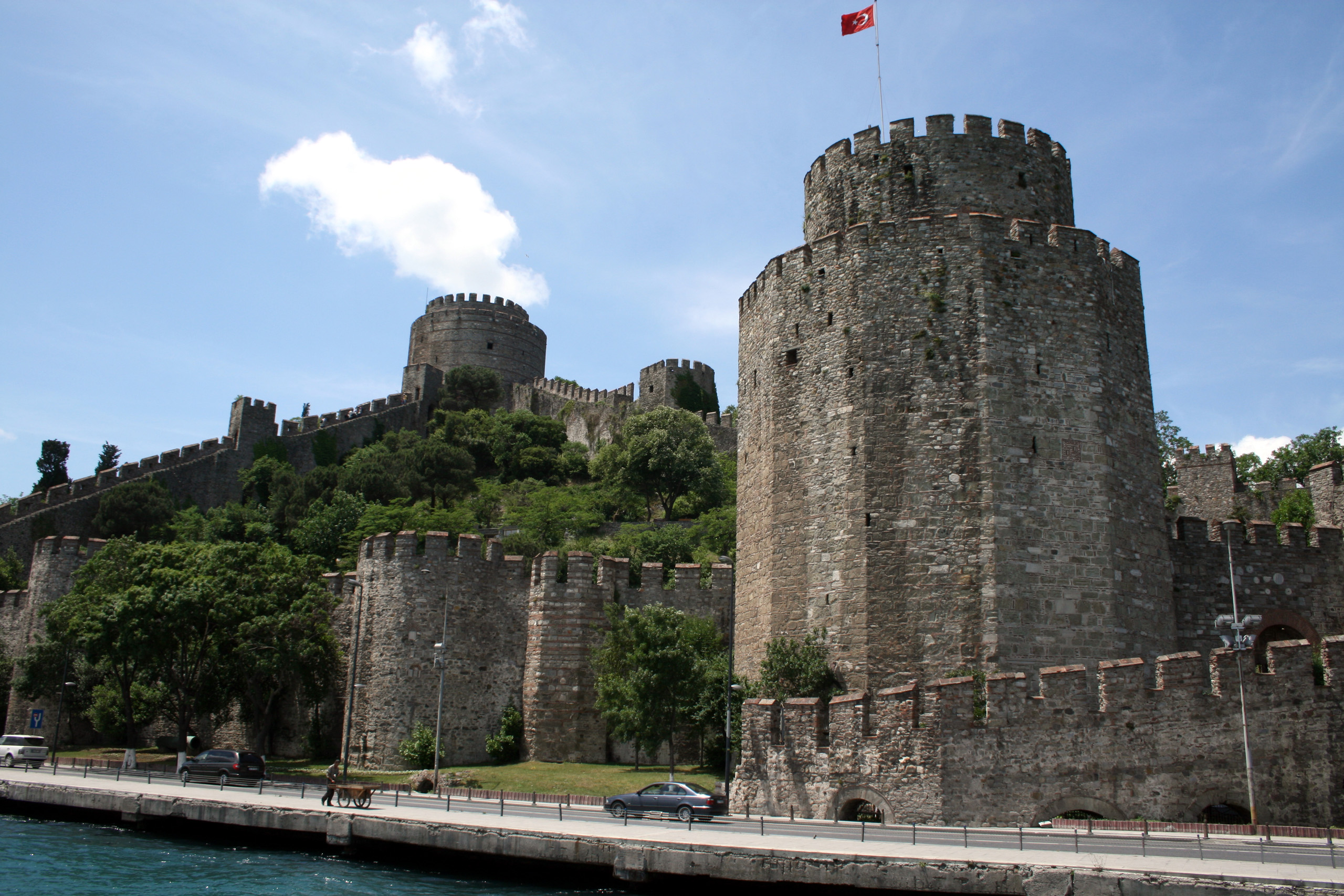
Румелихисар. На переднем плане башня Халила-паши: «Халилу-паше он поручил один из углов, обращённых к морю, в котором он должен был воздвигнуть башню, огромную и прочную, как акрополь»

Мехмед планировал захват Константинополя. Халил-паша выступал против дорогостоящей войны и неясного результата: взятие Константинополя не казалось ему приоритетом, а угроза, которую город представляет для Османской империи, виделась визирю незначительной. Этой точке зрения противостояли более молодые протеже Мехмеда, особенно Заганос. Дука приводит рассказ, который, скорее всего, вымышленный, но верно иллюстрирует отношения Халила-паши и султана. Однажды ночью Мехмед неожиданно пригласил Халила-пашу во дворец. Испуганный великий визирь пришёл во дворец, взяв с собой золотой поднос, наполненный золотом и поставил поднос перед султаном. Мехмед спросил его, что это, и Халил ответил: «То, что я подарил, твоё, это было лишь доверено мне до сих пор», — ответил он. Мехмед ответил ему: «Мне не нужно твоё золото. Дайте мне Стамбул». Халил-паша задрожал, потому что он получал от греков дары и был тайным их союзником.
Пока велись приготовления к осаде Халил-паша следил за отливом пушек. Он также был ответственен за получение информации от шпионов внутри города. Султан велел построить на берегу Босфора крепость (Богазкесен, Румелихисар) напротив Анадолухисара. Во время строительства император попытался исправить свою ошибку и отказался от требования двойной оплаты на содержание Орхана, прося не строить крепость, но Мехмед отклонил прошение. По словам Ашикпашазаде, когда император получил ответ султана, он обратился к Халилу-паше за помощью и послал ему золото в животе рыбы. Халил-паша поговорил с султаном, но Мехмед не смягчился. Султан сказал: «С любого, кто снова коснётся этого вопроса, будет снята кожа». Халил-паша в страхе вернулся в свой шатёр.
Мехмед начал осаду Константинополя 6 апреля 1453 года. Перед решающим штурмом 26 мая Мехмед собрал своих советников, чтобы выслушать их мнение. Халил-паша с самого начала был против конфликта с христианами и осады города, которая, по его мнению, принесла только убытки империи, а теперь армия рискует столкнуться с прибытием западных подкреплений. Мысль, что Халил-паша получал от византийцев подарки, громко не озвучивалась, но с этого времени он попал в немилость султана. Заганос-паша, как и многие другие более молодые военачальники, высказался за продолжение осады. Во время последнего штурма Халил-паша находился справа от султана, а Саруджа-паша слева. Их обязанностью было защищать султана. 29 мая 1453 года Константинополь пал, Мехмед II въехал в захваченный и разграбленный город и сделал его новой столицей своей империи. Вступив  в Константинополь, Мехмед велел привести к себе Нотараса и спросил его, почему они не сдали город до последнего штурма. Нотарас ответил: «некоторые из ваших людей послали письмо к императору, со словами „не бойся“, султан не сможет властвовать над тобой». Султан приписал эти слова Халилу-паше, что усилило его враждебность. По словам Дуки, «тиран предположил, что это Халил-паша, против которого он затаил обиду».

### Смерть

#### Хронисты о казни Халила-паши
Халкокондил писал, что Мехмед давно питал обиду и вражду к Халилу и мысленно планировал его убийство. На следующий день после завоевания Константинополя, 30 мая, Халил-паша был снят с должности, арестован и отправлен в Эдирне. Орудж-бей писал: «После того, как султан Мехмед-Хан завоевал Стамбул, он заключил в тюрьму визиря Халила-пашу, поместил его в башню в Эдирне и завоевал Энез». В другом списке его труда: «После завоевания Стамбула он заточил Халила-пашу в Эдирне и убил его в Эдирне, вернувшись с завоевания Иноза». И Халкондил, и Орудж-бей считали местом казни Эдирне. Нешри сообщал, что Халил-паша был схвачен и заключён в тюрьму. Он отмечал, что «всё это долгая и широкая история, и случай знакомый. Потому что все знают, что случилось с Халилом-пашой». Отчет Ашикпашазаде об аресте аналогичен: «В среду они заключили в тюрьму Халила-пашу с его сыновьями и кетхудами. Историй об этом много, но я пишу об этом кратко. Потому что история того, что сделали с Халилом-пашой, известна». Ибн Кемаль утверждал, что Халил-паша вызвал раздор между отцом и сыном, вернув султана Мурада на трон, и поэтому султан Мехмед затаил обиду и не проявлял этого до завоевания Стамбула, и, наконец, он заключил Халил-пашу в тюрьму, а затем казнил его на следующий день. Об убийстве Халила-паши Ибн Кемаль писал: «На следующий день после завоевания Стамбула Халил-паша был уволен и заключён в темницу. Халиль-паша дружил с императором и всегда получал подарки от императора». Критовул (по словам Рансимена, в большинстве случаев он «остаётся честным, непредвзятым и убедительным автором») писал: «Халил-паша выступал против султана Мехмеда. Ещё во время осады Стамбула он контактировал с греками, пытаясь отговорить султана от его идеи». Как следует из текстов Критовула и Рухи Челеби (ум. 1522) , казнь Халил-паши произошла не сразу, а через некоторое время после захвата города. Гелиболулу Мустафа Али в «Сути событий» («Künhü'l-Ahbâr») кратко сообщил, что «бедняк лишился жизни, был убит пытками и мучениями, когда он был заключён в Едикуле». В «Большой Хронике», ранее приписываемой Сфрандзи, но на самом деле созданной в XVI веке на основе описания Леонардо Джустиниани, Халил назван Али: «Али-пашу, отослав от себя, заключил в некую башню, а спустя несколько дней убили его по причине, о которой мы уже говорили, то есть за то, что Али-паша советовал ему не начинать войны против города, — чтобы западные христианские владетели в ответ на это не объединились и не выгнали турок из Европы и т. д., как написано об этом выше. И вот смерть его причинила всему войску эмира безмерную скорбь, потому что он был любим всеми и во всех делах был хорошим советником эмиру». На основе данных османских хронистов османские историки XVIII века Османзаде Ахмед Тайб (ум. 1724) в сборнике биографий девяноста трёх великих визирей от Алаэддина-паши до Рами Мехмеда-паши и Сулейман Шамданизаде (ум. 1779) писали об убийстве Халил-паши через сорок дней после его смещения и заключения.

#### Казнь Халила-паши

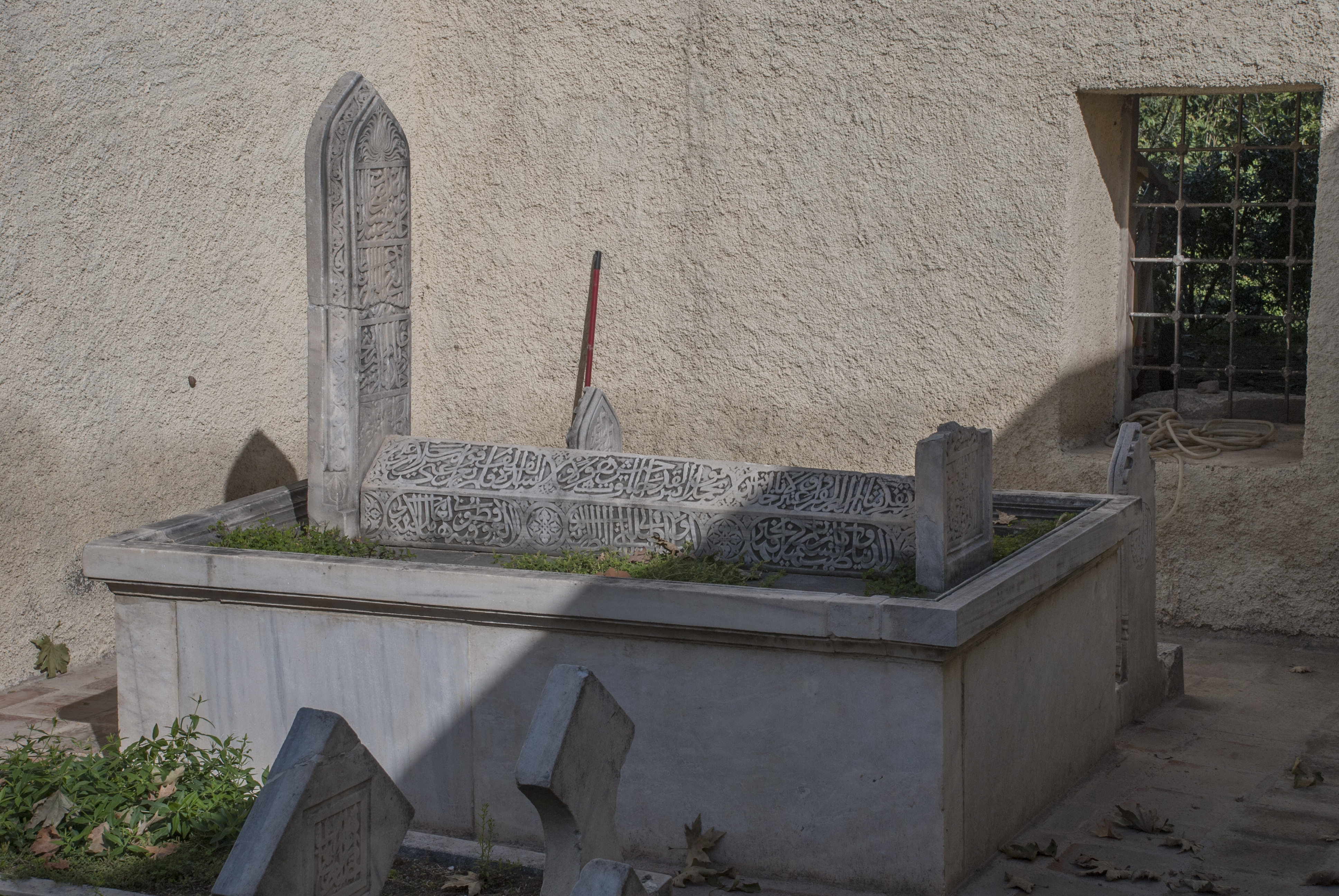
Захоронение Халила-паши

Согласно И. Узунчаршилы, проанализировавшему сообщения всех источников, Мехмед хотел отомстить старому визирю, дважды свергнувшему его с престола. В этом Мехмеда поддерживал Заганос-паша. Помимо личных претензий Мехмеда (обида на роль Халила в его смещениях), основанием были слухи о взятках. Халил-паша был арестован вместе со своими сыновьями, которые были позже освобождены. Одновременно с арестом Халила султан конфисковал всё его имущество. После завоевания Стамбула Халил-паша был арестован и отправлен в Эдирне, где его заключили в тюрьму, подвергли пыткам и убили через сорок дней (приблизительно в июле 1453 года), а всё имущество, которое стоило сто двадцать тысяч дукатов, было конфисковано. Узнав о том, что родственники Халила оплакивают его, султан разгневался и приказал горюющим явиться на следующий день во дворец. Они поняли, что имел в виду султан, и воздержались от похода во дворец в траурных одеждах. Убийство Халила-паши вызвало гнев и недовольство как янычар, так и улемов и государственных чиновников. Поэтому Мехмед уволил Заганоса-пашу и Хадыма Шехабеттина-пашу, которые были соперниками Халила-паши и были причастны к его убийству, и развёлся с дочерью Заганоса.
Тело Халил-паши было перевезено в Изник и похоронено в гробнице, которую он построил ранее для своего сына Юсуфа-бея, умершего 28 ноября 1430 года. Тюрбе находится рядом с имаретом Нилюфер-хатун. В тюрбе Халила-паши, кроме него и его сына Юсуфа, захоронены другие его сыновья, в том числе кадиаскер Сулейман-челеби и великий визирь Ибрагим-паша. Всего у Чандарлы Халила-паши было шестеро сыновей по имени Ахмед, Юсуф, Мехмед, Сулейман, Мустафа и Ибрагим и две дочери по имени Илалди и Эслеме (Ахмед и Юсуф умерли при жизни отца). Всё имущество вакуфа и имущество Халила-паши были возвращены его наследникам во время правления Баязида II.

## Личность и значение
По словам историка М. Актепе, Халил-паша был богатым и щедрым. В управлении он был предусмотрительным, осторожным и опытным. Он завоевал полное доверие Мурада. По словам Халкокондила, «рядом с султаном больше всех уважали Халила, сына Ибрагима», и «не было более умного и скромного человека среди сановников».
Халилу-паше были посвящен переводы с персидского языка стихов и труда по медицине.
По словам турецкого историка Й. Озтуны, казнь Халила-паши завершила борьбу партии аристократов и партии девширме, из которой последние вышли победителями. В течение полутора веков (до конца XVI века) после Халила-паши тридцать четыре визиря были выходцами из девширме и лишь четыре турками.